# Ludwik Antoni Brygierski
Ludwik Antoni Brygierski (ur. 12 listopada 1682 w Cieszynie, zm. 16 października 1737 tamże) – polski malarz.
Syn Piotra Brygierskiego, malarza, i jego żony Elżbiety Herman. Autor obrazów kościelnych i ołtarzowych w Milówce, Żywcu, Strumieniu, Pierśćcu, Istebnej, Zamarskach, Pszczynie i Cieszynie.
30 listopada 1713 roku poślubił Zuzannę Barbarę Beer, córkę Franciszka.